# Victor Leopold Ritter von Zepharovich
Victor Leopold Ritter von Zepharovich (Vienna, 13 aprile 1830 – Praga, 24 febbraio 1890) è stato un mineralogista austriaco.
Membro dell'Ufficio geologico imperiale dal 1852 al 1856, fu docente all'università di Cracovia (1857-1861), all'università di Praga (1861-1864) e all'università di Graz (dal 1864).
Scoprì nuovi minerali come diaforite e singenite.